# Túnel Rebouças
O Túnel Rebouças localiza-se na cidade e estado do Rio de Janeiro, no Brasil.
Ligando os bairros do Rio Comprido à Lagoa, este túnel foi projetado no governo Carlos Lacerda com o objetivo de conectar diretamente as zonas Norte e Sul da então capital, evitando o Centro.
O túnel foi assim nomeado em memória dos irmãos André Rebouças e Antônio Rebouças, engenheiros baianos que tiveram destacada atuação em projetos de infraestrutura viária e de saneamento no Brasil, durante o Segundo Reinado.

## História

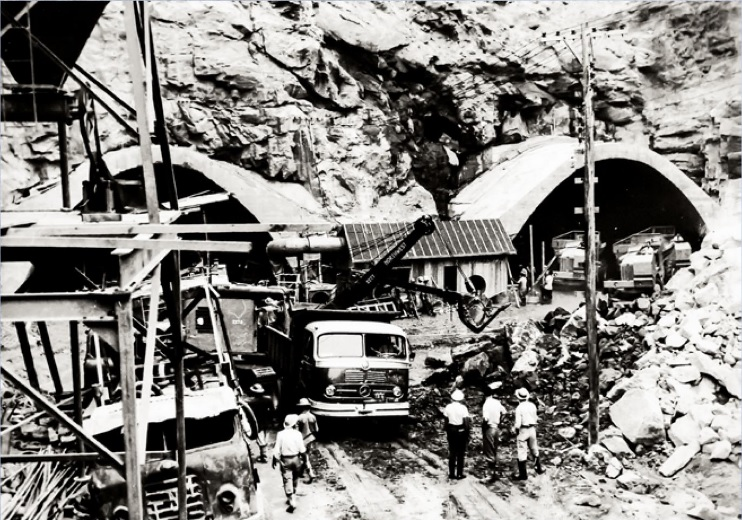
Obras do Túnel Rebouças, entre 1962/5.

Segundo grande túnel construído na cidade, as suas obras ficaram a cargo do Departamento de Estradas de Rodagem da Guanabara (DER-GB), tendo sido iniciadas em abril de 1962. O Maciço da Tijuca teve a perfuração finalizada em 1965. O túnel foi inaugurado em 3 de outubro de 1967 na gestão de Francisco Negrão de Lima à frente do extinto Estado da Guanabara. O projeto do tunel é do eng. Antonio Russell Raposo de Almeida. (O Globo, 07/01/1961)
O túnel possui 2 800 metros de comprimento, em duas galerias paralelas, cada uma com nove metros de largura, num total de 5 600 metros de escavação em rocha viva.

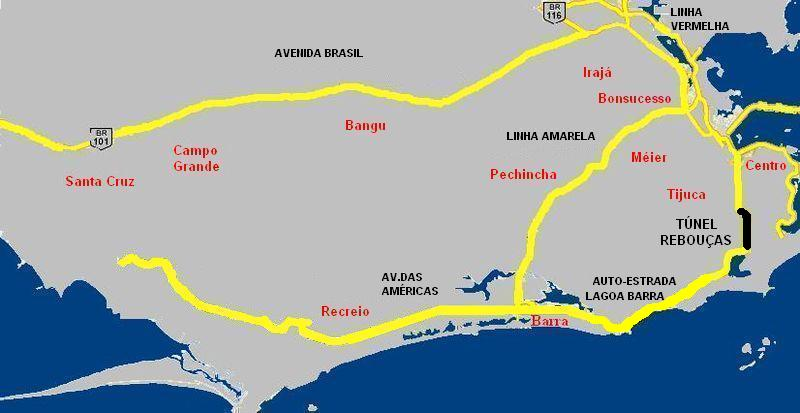
Túnel Rebouças (trecho em cor preta) no Município do Rio de Janeiro.

Atravessa o Maciço Carioca em dois trechos:
- do Rio Comprido ao Cosme Velho, com 760 metros; e
- do Cosme Velho à Lagoa com 2 040 metros.

Dois viadutos permitem o escoamento do tráfego: um sobre a rua Cosme Velho, com oitenta metros, ligando os dois trechos, e outro na Lagoa, sobre a rua Jardim Botânico.
O bairro do Cosme Velho tem acesso aos túneis por um conjunto de pistas construídas entre o Largo do Boticário e a Ladeira dos Guararapes.
Em extensão e volume o Túnel Rebouças equivale à metade do Túnel do Mont Blanc, maior túnel rodoviário à época, com 11 600 metros de comprimento. Recebeu o seu nome em homenagem aos engenheiros e irmãos André Rebouças e Antônio Rebouças.
O tráfego, atualmente, é de 190 mil veículos por dia. As galerias são monitoradas por câmeras de TV e sistema de controle de poluição. Nelas, o limite de velocidade é de 90 km/h, controlado por radares, nos dois sentidos.
O túnel fecha para manutenção e limpeza às terças e quintas-feiras, das 23h às 5h, exceto nos feriados. e em 2010 foi anunciada a sua remodelação, na qual foi mudada toda estrututra, como: asfaltos, sistema de iluminação, entre outros.

## O deslizamento de terra
Na madrugada de 24 de outubro de 2007, devido às fortes chuvas na cidade do Rio de Janeiro, um deslizamento de terra fechou a entrada da galeria no sentido Laranjeiras-Lagoa, causando sérios transtornos ao trânsito na cidade. No momento do acidente não havia veículos no local, em razão da manutenção mensal que se iniciara na noite do dia anterior, terça-feira.